# Rhipidura nebulosa
Rhipidura nebulosa là một loài chim trong họ Rhipiduridae.